# День Державного герба України
День Державного герба України — пам'ятна дата, що нагадує про встановлення державного символу. Відзначається 19 лютого. Цього дня 1992 року Верховна Рада України затвердила тризуб як Малий герб України, визначивши його головним елементом Великого Державного герба.

## Історія
19 лютого 1992 року Верховна Рада України своєю Постановою затвердила золотий Тризуб на синьому щиті як Малий герб України. Постанова називалася «Про Державний герб України», мала номер 2137-XII й була підписана тогочасним спікером парламенту Іваном Плющем.
Малий Державний герб — один із символів України нарівні з Конституцією, Прапором та гімном. Його зображення розміщується на печатках органів державної влади та державного управління, грошових знаках, службових посвідченнях, бланках державних установ.
Вибравши Тризуб малим гербом після проголошення Незалежності, Україна продемонструвала спадкування традицій УНР. Саме Українська Народна Республіка 25 лютого 1918 року затвердила «знак Київської Держави часів Володимира Святого» державним гербом України, наголошуючи на спадковості від попередніх періодів історії нашої країни.
Під час повномасштабного вторгнення РФ український герб відіграє важливу роль, як символ стійкості, героїзму та прагнення до незалежності, які демонструє весь український народ.

## Статус
Пам'ятна дата станом на 2023 рік не має офіційного статусу.
У грудні 2016 року було запропоновано відзначати День Державного герба України 25 лютого на згадку про затвердження Тризубу гербом УНР. Згодом, у 2017 році, «День Державного Герба України — 25 лютого» фігурував у проєкті Закону України «Про державні та інші свята, пам'ятні дати і скорботні дні», розробленого Українським інститутом національної пам'яті, який так і не був ухвалений.
Проте, вже 2018 року з'явилася ініціатива відзначати День Державного герба України 19 лютого, в день, коли було ухвалено Постанову Верховної Ради «Про Державний герб України».